# Странный человек (повесть)
«Странный человек» — «фильма пятая», пятая книга из серии Бориса Акунина «Смерть на брудершафт». Издана в 2009 году.

## Содержание
Повесть рассказывает о хитроумной операции немецкой разведки в 1915 году по дискредитации шефа российских жандармов Владимира Жуковского (прототип — Владимир Джунковский). Главный герой «фильмы» — майор немецкой военной разведки Зепп фон Теофельс, который находится в России под прикрытием.

## Основные персонажи
- Йозеф фон Теофельс (Зепп) — резидент германской разведки
- Тимо — слуга Зеппа фон Теофельса
- Лидия Сергеевна Верейская — русская княгиня, находящаяся в плену у немцев. Кузина жены генерала Жуковского. Немцы пытаются использовать её, чтобы выполнить свою операцию.
- Зинаида — горничная Верейской
- Владимир Жуковский — шеф жандармов (прототип — Владимир Джунковский)

## Исторические личности
- Странник (Распутин Григорий Ефимович) — русский политический авантюрист.
- Фанни Зарубина — княгиня, гостья Лидии Сергеевны Верейской (прототип — Анна Вырубова)
- Зайцевич — депутат Госдумы  (прототип —  Владимир Пуришкевич)